# Stampede Corral
Die Stampede Corral (auch bekannt als Calgary Corral) war eine Mehrzweckhalle  in Calgary, Kanada. Sie wurde hauptsächlich für Eishockey, Rodeo und Tennis genutzt. Die Halle hatte 6450 Sitzplätze und bot zusätzliche Stehplätze. Sie wurde für die jährliche Ausstellung Calgary Stampede genutzt.

## Geschichte
Die Halle wurde 1950 für 1,25 Mio. CAD gebaut, um die Victoria Arena, das Heimstadion des Eishockeyvereins Calgary Stampeders, zu ersetzen. Es wurde am 15. Dezember 1950 offiziell eröffnet. Das erste Eishockeyspiel wurde am 26. Dezember durchgeführt, als die Stampeders die Edmonton Flyers vor 8729 Zuschauern mit 5:0 besiegten.
Im Stampede Corral wurden die Eiskunstlauf-Weltmeisterschaften 1972 durchgeführt. Bei den Olympischen Winterspielen 1988 wurden ebenfalls Eiskunstlaufwettbewerbe sowie einzelne Eishockeyspiele im Stampede Corral ausgetragen. Die Mehrzweckhalle wird auch von der kanadischen Davis-Cup-Mannschaft genutzt.
Die Stampede Corral lag in direkter Nachbarschaft zum Scotiabank Saddledome. Um Platz für einen modernen Neubau zu schaffen, wurde die Halle Ende 2020 abgerissen.